# Бузачі

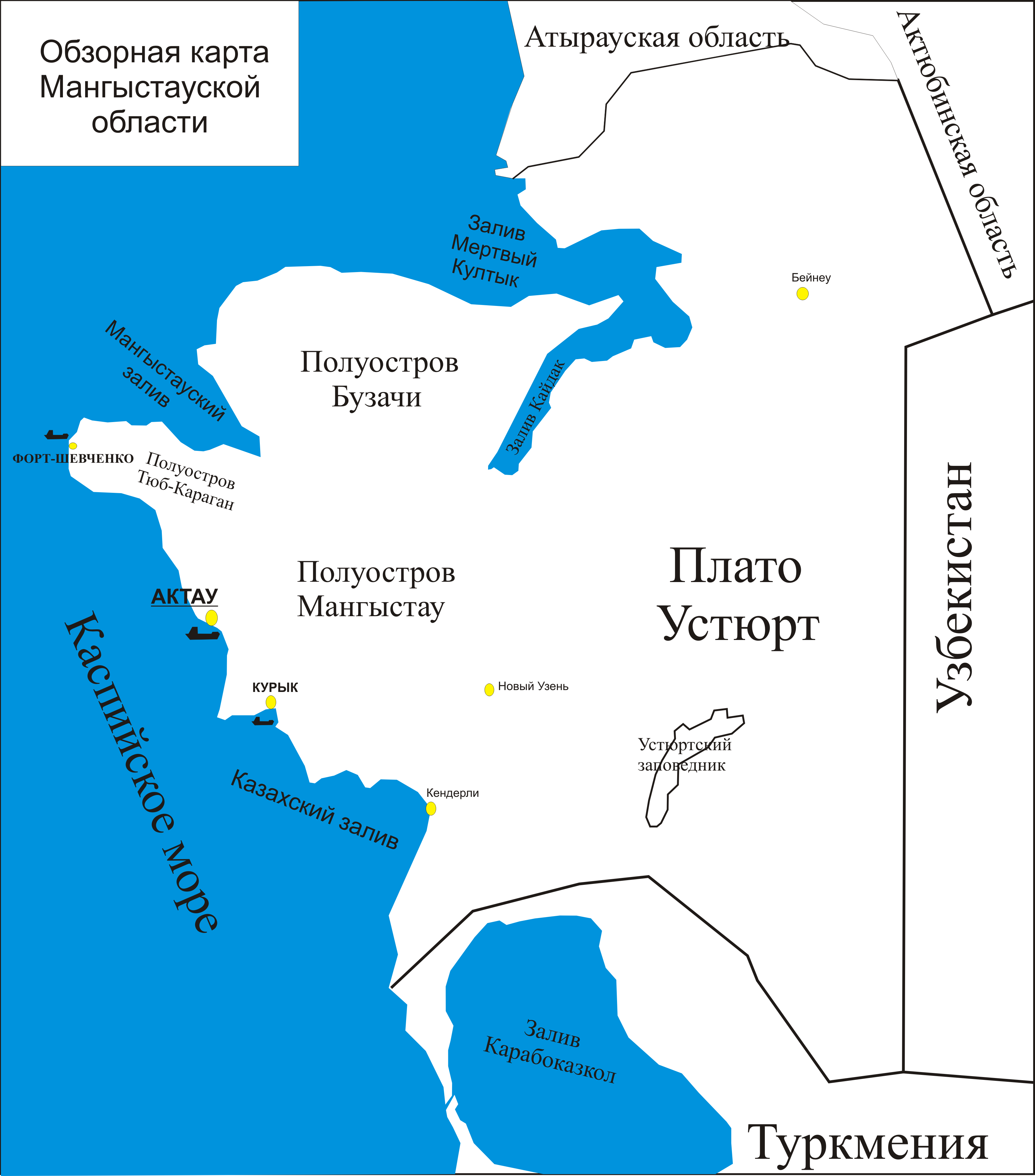
Півострів Бузачі

Бузачі (Бузаши; каз. Бозащы) — півострів у північно-східній частині Каспійського моря, в Мангистауській області Казахстану. Переважна висота рельєфу від −5 до −25 м абс., найбільша висота 61 м.
Природна зона — пустеля. На півдні поверхня горбиста, в деяких місцях покрита барханними і горбистими пісками. На півночі великі площі солончаків. На півдні до півострова примикають гори півострова Мангишлак. Середня температура січня −7 °C, липня 26 °C. Атмосферних опадів випадає 200—250 мм на рік. Близько 40 днів у році дмуть сильні вітри (швидкість понад 15 м/с). Через зниження рівня Каспію в 1980—1990-х роках площа півострова значно збільшувалася, потім знову почала зменшуватися.
Корисними копалинами півострова є нафта і газ (родовища Каламкас, Каражанбас, Північне Бузачі, Ауезовське). Прокладено автомобільні дороги, споруджено нафтогазопроводи. Є аеропорт, який забезпечує вантажопасажирські авіаперевезення для цих родовищ.
На півострові розташований Бузачинський артезіанський басейн.